# Ґерус Ярослав
Ґерус Ярослав (28 лютого 1910, Івано-Франківськ — 25 липня 1968) — український письменник та журналіст.

## Життєпис
Народився 28 лютого 1910 року в Станіславі (Галичина). Навчався у торговельній школі в Познані (Польща). Викладав у торговельній школі у Станіславі. 
У 1945 році емігрував до Австрії, в 1952 р. — до США. Оселився у Юніоні. 
Помер 25 липня 1968 року в місті Лівінгстон (США).

## Творчість
Автор повісті «Папороть», оповідань. Більшість творів лишилася в рукописах.

## Твори
- Пригода снайпера [Текст]: оповідання / Я. Герус. — Нью Йорк: Наша Батьківщина, 1968. — 136 с.